# Reggie White
Pour les articles homonymes, voir White.
College Football Hall of Fame 2002
Pro Football Hall of Fame 2006
(en) Statistiques sur pro-football-reference
Reginald Howard « Reggie » White, surnommé The Minister of Defense, né le 19 décembre 1961 à Chattanooga et mort le 26 décembre 2004 à Cornelius, est un joueur américain de football américain qui évoluait au poste de defensive tackle ou defensive end.

## Biographie

### Volunteers du Tennessee
Il effectue sa carrière universitaire avec les Volunteers du Tennessee.

### Showboats de Memphis
Reggie White est recruté à la sortie de sa carrière universitaire par les Showboats de Memphis de la toute nouvelle ligue professionnelle United States Football League (USFL). Avec les Showboats, White dispute deux saisons, réussissant 192 plaquages, avant que l'USFL prenne fin. En 1989, il signe un contrat de 6,1 millions de dollars avec les Eagles, continuant sa domination sur la gauche de la ligne défensive de l'équipe.

### Eagles de Philadelphie
À l'arrêt de l'USFL, il signe aux Eagles de Philadelphie en National Football League (NFL), qui détiennent ses droits dans la ligue. White a disputé huit saisons avec les Eagles de Philadelphie, avec un total de 124 sacks dont 21 en 1987 lors d'une saison à 12 rencontres. Lors de la saison 1987, Reggie White est désigné meilleur joueur de la saison pour la première fois de sa carrière.

### Packers de Green Bay

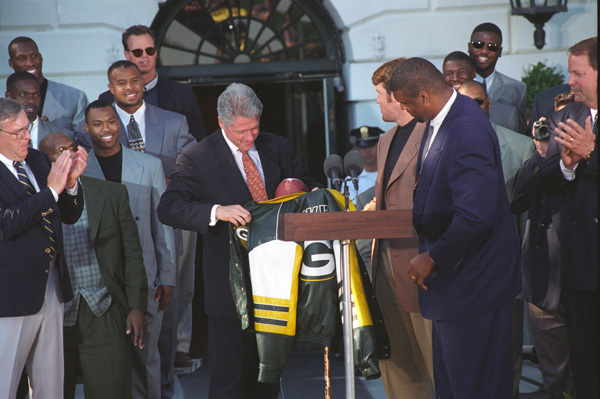
Reggie White avec notamment Brett Favre présentant au Président des États-Unis Bill Clinton un maillot des Packers après la victoire au Super Bowl XXXI (1997).

Agent libre, Reggie White signe un contrat de 17 millions de dollars sur quatre ans et rejoint les Packers de Green Bay. White joue deux Super Bowls avec les Packers de Brett Favre, recruté en même temps que lui. Il remporte le Super Bowl XXXI avec les Packers, mettant fin à la rencontre contre les Patriots de la Nouvelle-Angleterre par un sack. Ses trois sacks lors de cette édition de ce Super Bowl est un record individuel. Un an plus tard, lors de la saison 1998, il est désigne meilleur défenseur de la ligue pour la seconde fois de sa carrière. Malgré ses performances de haut niveau, les Packers échouent lors du Super Bowl XXXII. Après la défaite, il prend sa retraite, pour la deuxième fois, après une première annonce un jour avec le début de la saison 1998.

### Panthers de la Caroline
En 2000, White sort de sa retraite sportive après une année hors des terrains. Il joue une saison aux Panthers de la Caroline. Il dispute toutes les rencontres de la saison régulière avec les Panthers, réussissant 5,5 sacks et forçant un fumble. Il prend alors définitivement sa retraite à la fin de la saison. Sa dernière saison est décevante mais il reste l'un des meilleurs joueurs de l'histoire à son poste.

## Palmarès et postérité
- Vainqueur du Super Bowl XXXI avec les Packers
- Finaliste du Super Bowl XXXII avec les Packers
- Pro Bowl : 1986, 1987, 1988, 1989, 1990, 1991, 1992, 1993, 1994, 1995, 1996, 1997, 1998
- All-Pro : 1986, 1987, 1988, 1989, 1990, 1991, 1992, 1993, 1995, 1998
- 1987, 1998 : Joueur défensif de l'année
- Il a réussi 198 sacks en carrière, ce qui fut alors un record en NFL.
- Il a intégré le Pro Football Hall of Fame en 2006 et le College Football Hall of Fame en 2002.
- Le numéro 92 a été retiré des équipes des Volunteers du Tennessee, Eagles de Philadelphie et Packers de Green Bay.